# Triumph Speed Four
Commercializzata dall'anno 2002, la Triumph Speed Four, motocicletta prodotta dalla britannica Triumph, è una derivazione scarenata (categoria meglio conosciuta come naked) della versione sportiva TT600 introdotta nel 1999.
Esteticamente similare alla conosciuta sorella maggiore Speed Triple, di cui conserva la prima parte del nome, differisce per il motore installato: un propulsore 4 cilindri in linea anziché il 3 cilindri che ha da sempre contraddistinto la casa inglese, oltre al telaio, di struttura e conformazione diversa.
Esce definitivamente di produzione a partire dal gennaio 2006, con la conseguente scelta di abbandonare lo sviluppo di propulsori con frazionamento a quattro cilindri.

## Il contesto
Dopo 3 anni dall'uscita della supersportiva media, nata per contrastare l'assoluto dominio delle case giapponesi nella categoria, sulla base del poco successo di vendite della TT600, la casa inglese ha pensato bene di costruire dalla sua base una versione naked sull'onda del successo della Speed Triple, in modo da riproporre una versione similare a chi non intendeva avere una moto di grossa cilindrata pur conservando le ottime doti che avevano contraddistinto la TT600.
Il primo ad intuire una sua realizzazione fu Carlo Talamo che costruì i primi modelli artigianali di Naked su base TT600, nominandola Baby Speed con una realizzazione di circa 50 esemplari. Il progetto piacque talmente tanto alla casa madre che in poco tempo realizzarono la produzione in serie rinominandola Speed Four, dove il "four" indica il frazionamento a quattro cilindri, differenziandola dalla versione maggiore a tre "triple".
La sua presentazione ufficiale avvenne pochi mesi dopo che Carlo Talamo fu coinvolto in un incidente stradale in cui perse la vita; pertanto la Speed Four fu considerata l'ultima creazione di Carlo Talamo.
Della TT600 conserva il telaio in doppia trave in alluminio, i freni con dischi anteriori da 310mm e la possibilità di regolare completamente sia la forcella che l'avantreno; specifiche da sempre utilizzate ed appannaggio delle moto supersportive anziché di una Naked di media cilindrata.
Per quanto riguarda il propulsore, viene impiegato lo stesso utilizzato sulla TT600, ma con alcune modifiche: la potenza massima passa da 106CV a 98CV @11750 giri/min, oltre ad una revisione interna del motore per conferire un maggior rendimento ai regimi medi e la sistemazione dei problemi di alimentazione che affliggevano pesantemente la sportiva da cui derivava.

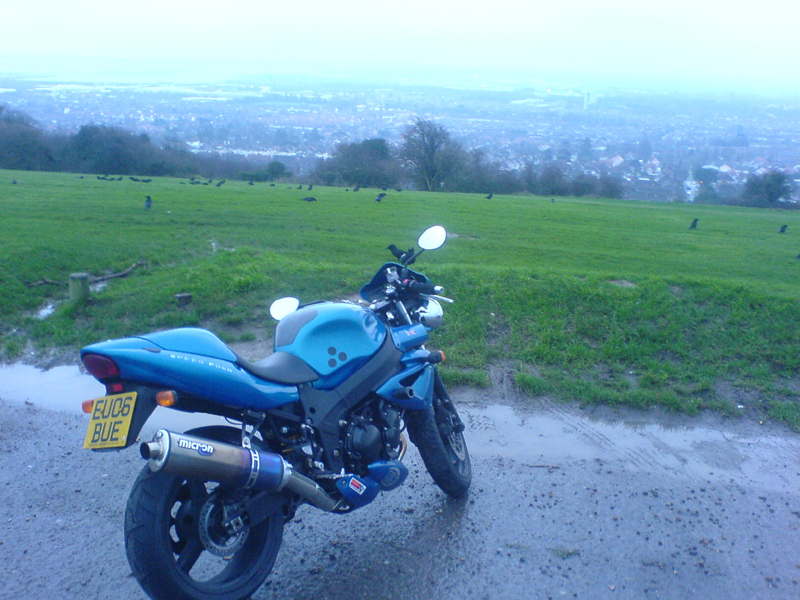
Triumph Speed Four

Dal momento del suo ingresso sul mercato, per diversi anni la Speed Four si è sempre fregiata del titolo di moto più potente della categoria, in quanto nessun'altra casa costruttrice aveva ancora prodotto una naked di media cilindrata dotata di tale potenza ed accorgimenti tecnici così elevati: i concorrenti hanno sempre optato per la realizzazione di moto economiche e con contenuti tecnici sufficienti a favore di un prezzo accessibile al grande pubblico, lasciando specifiche di rilievo ai modelli di cilindrata superiore o differente categoria.
Considerando che una Speed Triple 955 cm³ dello stesso anno si poteva acquistare a circa € 11.000 ed una Honda Hornet (la più venduta e conosciuta delle moto naked 600 cm³ e sua diretta concorrente) a poco più di € 6.000, la Speed Four, con un prezzo di € 9.800, non riuscì a raggiungere i consensi del grande pubblico.
Per cercare di aumentare le vendite, nel 2004 la casa Madre decise di abbassare il prezzo a €7.600 senza però ottenere miglioramenti rilevanti.
Riguardo alla sua fama di moto più potente della categoria, bisognerà aspettare fino alla fine del 2005, anno in cui la sua potenza del motore fu eguagliata dalla Suzuki GSR 600 e poi superata dalla Honda Hornet 600 modello 2007 con 101 cavalli.
Nel 2005 fu affiancata dalla Urban Daytona, che non è altro che una Daytona 600 (compreso il motore da 600 cm³ da 110 cv a 12.750 giri) ma spogliata della carenatura e con la particolarità di essere venduta insieme al kit per ritrasformarla in una carenata. Il concetto era quello di fornire all'utente "due moto in una" con la possibilità di passare da scarenata a carenata e viceversa a seconda dell'utilizzo in pista o stradale: prodotta in pochissimi esemplari la produzione fu abbandonata quasi immediatamente.
I colori in cui la Speed Four fu proposta sono i più diffusi Jet Black (nero), Roulette Green (Verde acido) e Scorchred Yellow (Giallo); meno diffusi sono il Neon Blue e l'introvabile Lucifer Orange (arancione-rosso) in quanto furono realizzati pochissimi esemplari.
In un sondaggio effettuato dalla rivista Rider Power la Speed Four è stata votata moto n° 1 per la maneggevolezza e le sospensioni.